# Euglypta intermedia
Euglypta intermedia är en skalbaggsart som beskrevs av Miksic 1979. Euglypta intermedia ingår i släktet Euglypta och familjen Cetoniidae. Inga underarter finns listade i Catalogue of Life.